# YZ Ceti b
YZ Ceti b – planeta pozasłoneczna okrążająca gwiazdę YZ Ceti położoną w gwiazdozbiorze Wieloryba. Została zaobserwowana za pomocą prędkości radialnej.

## Nazwa
Nazwa planety pochodzi od nazwy gwiazdy centralnej układu, w którym się znajduje – YZ Ceti, litera „b” oznacza, że jest to pierwsza odkryta planeta w tym układzie.

## Charakterystyka
Masę planety oszacowano na 0,7 masy Ziemi, co w połączeniu z promieniem planety – 0,913 promienia Ziemi – klasyfikuje ją jako planetę skalistą i podobną do Ziemi.
Naukowcy uważają że planeta może posiadać pole magnetyczne, a dzięki niemu atmosferę.
Wraz z 3 innymi planetami okrąża swoją gwiazdę macierzystą – czerwonego karła YZ Ceti.

## Pole magnetyczne
W kwietniu 2023 r. świat obiegła informacja o zarejestrowaniu krótkotrwałej emisji sygnału radiowego o częstotliwość 3 GHz, pochodzącego z układu YZ Ceti. Sygnał zarejestrowano za pomocą radioteleskopu Very Large Array. Przyczyną powstania sygnału może być interakcja cząstek między polem magnetycznym egzoplanety, a czerwonym karłem. Bliskość planety względem gwiazdy powoduje „popchnięcie” cząstek w kierunku gwiazdy i skutkować może powstaniem na niej zorzy.